# Propagacja (fizyka)
Propagacja – rozprzestrzenianie się zaburzenia w ośrodku. Jeżeli źródło zaburzenia wywołuje zmiany w sposób cykliczny, to mówi się o propagacji fali.